# José Luis Rebollo Aguado
José Luis Rebollo Aguado (Madrid, 8 d'octubre de 1972) és un ciclista espanyol que fou professional entre 1998 i 2004. La seva victòria més important va ser Challenge de Mallorca de 1999.

## Palmarès
- 1995
  - 1r a la Volta a la Comunitat de Madrid
- 1996
  - 1r a la Volta a Portugal do Futuro
- 1999
  - 1r a la Challenge de Mallorca
  - 1r al Trofeu Luis Ocaña
- 2001

Vencedor d'una etapa de la Volta a Portugal

### Resultats al Tour de França
- 1999. 75è de la classificació general

### Resultats a la Volta a Espanya
- 2001. 30è de la classificació general
- 2002. 46è de la classificació general
- 2003. 43è de la classificació general
- 2004. 51è de la classificació general